# Cantó d'Aubervilliers-Oest
El cantó de Aubervilliers-Oest és un antic cantó francès del departament de Sena Saint-Denis, que estava situat al districte de Saint-Denis. Comptava amb part del municipi d'Aubervilliers.
Al 2015 va desaparèixer i el seu territori va passar a formar part del nou cantó d'Aubervilliers.

## Municipis
- Aubervilliers (part)

## Història
| Data d'elecció                           | Identitat           | Partit | Qualitat |
| ---------------------------------------- | ------------------- | ------ | -------- |
| 1967-1984                                | André Karman        | PCF    |          |
| 1984-                                    | Jean-Jacques Karman | PCF    |          |
| les dades anteriors no són pas conegudes |                     |        |          |
|                                          |                     |        |          |

## Demografia
| A partir de 1990: Població sense dobles comptes |